# Tupistra albiflora
Tupistra albiflora là một loài thực vật có hoa trong họ Măng tây. Loài này được K.Larsen miêu tả khoa học đầu tiên năm 1961.